# Осада Умайты
Осада Умайты — кампания Парагвайской войны, осада бразильскими и аргентинскими войсками парагвайской крепости на реке Парагвай. Умайта была осаждена 2 ноября 1867 года по суше, а с 19 февраля 1868 года ещё и по воде. Крепость была захвачена 25 июля 1868 года.

## Театр военных действий

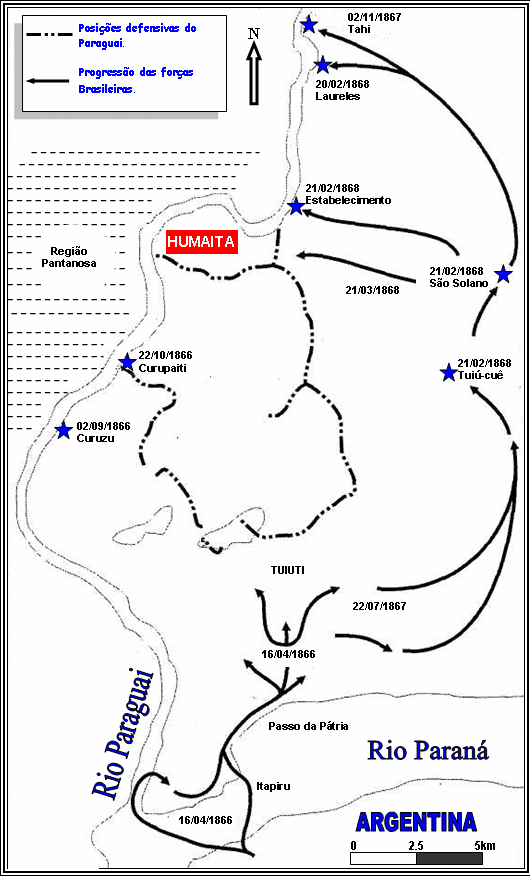
Театр военных действий

Театр военных действий представлял собой болотистую местность, пересекаемую двумя эстуариями, идущими с запада на восток, которые невозможно было пересечь кроме как через несколько проходов: на юге — Эстеро-Бельяко, который, в свою очередь, делится на два рукава: Эстеро-Бельяко Сур и Эстеро-Бельяко Норт. На севере находится Эстеро-Рохас. Между эстуариями есть относительно сухие районы, известные как «потрерос», наиболее важными из которых были очень обширные Потреро-Обелья на севере и Потреро-Туюти, местность, которую Митре выбрал для лагеря своих войск. Другими менее важными «потрерос» были небольшие парагвайские лагеря, такие как Ятайти-Кора и Пасо-Пуку. Вся территория, за немногими исключениями, подвергалась затоплению и была покрыта полосами непроходимых джунглей, а также тростниковых зарослей и камыша. Джунгли были подходящим местом для засад парагвайских солдат против захватчиков, незнакомых с местностью. 
Передовые парагвайские оборонительные рубежи, расположенные на юге, состояли из ряда укреплений, среди которых наиболее важными были форты Курупайти и Умайта на левом берегу реки Парагвай и форт Тимбо на правом.  Три форта были вооружены многочисленной артиллерией с батареями, обращенными на реку, чтобы не допустить прохода вражеских кораблей перед ними. Форт Умайта был самым мощным и располагался на высоких обрывах, обращенных к сильно выраженной излучине реки, что заставляло корабли медленно и осторожно проходить перед ним. Кроме того, реку пересекала очень толстая тройная железная цепь, поддерживаемая рядом лодок, что заставляло вражеские корабли часами останавливаться под огнем, чтобы перерезать цепь. Артиллерийские орудия и арсеналы располагались за валами, так что они были недоступны для артиллерии противника.
К этим фортам были добавлены еще два важных форта: Курусу на берегу реки и Тую-Куе вдали от неё. На некотором расстоянии перед каждым из этих укреплений были  длинные линии траншей, частично скрытые растительностью, что затрудняло противнику ведение боевых действий.
Все военные операции во время этой кампании происходили на территории площадью не более 500 квадратных километров.

## Бои на дальних подступах
16 апреля 1866 года союзная армия численностью 42 200 человек, форсировав реку Парана, вступила на территорию Парагвая. 18-го числа союзные войска взяли крепость Итапиру на правом берегу реки Парана, разрушенную пушками бразильского флота, и стали продвигался по прямой к укрепленному району Умайта. Целью Лопеса было измотать в боях войска союзников и добиться выгодного для себя мира, поэтому он приказывал своим войскам постоянно атаковать противника, но в сражениях при Эстеро-Бельяко (2 мая) и Туюти (24 мая) потерпел поражение и лишился лучших своих солдат. Боевые действия (сражения при Бокероне, Ятайти-Кора, Саусе и Пальмаре) затянулись на полтора года, так и не приблизив войска союзников непосредственно к оборонительным рубежам Умайты. Хотя бразильским войскам, высадившимся возле форта Курусу, удалось его захватить 3 сентября, последующее поражение аргентинцев при форте Курупайти 22 сентября на много месяцев остановило операции союзников.
Попытки нахождения мирного компромисса, вначале 12 сентября 1866 года на встрече Лопеса с Митре в Ятайти-Кора, а затем при посредничестве послов США в Асунсьоне и Буэнос-Айресе, потерпели неудачу из-за неуступчивости парагвайского диктатора и бразильского императора. Педру II требовал от Парагвая безоговорочной капитуляции.
В марте 1867 года разразилась эпидемия холеры, занесенная бразильскими солдатами, что снова приостановило боевые действия. Она унесла жизни 4000 бразильских солдат и распространилась по Аргентине и Парагваю. Парагвайское мирное население, до этого не понесшее прямого ущерба от войны, а также армия, сильно пострадало от чумы.
В конце июля, наконец, бразильские войска под командованием нового главнокомандующего силами союзников бразильского генерала Кашиаса возобновили боевые действия и 31 июля заняли Тую-Куе. До конца октября произошло еще шесть мелких боёв. Наконец 2 ноября бразильским войскам удалось взять Тайи, расположенную севернее Умайты, тем самым изолировав крепость с суши. Началась непосредственная осада Умайты.

## Осадные бои

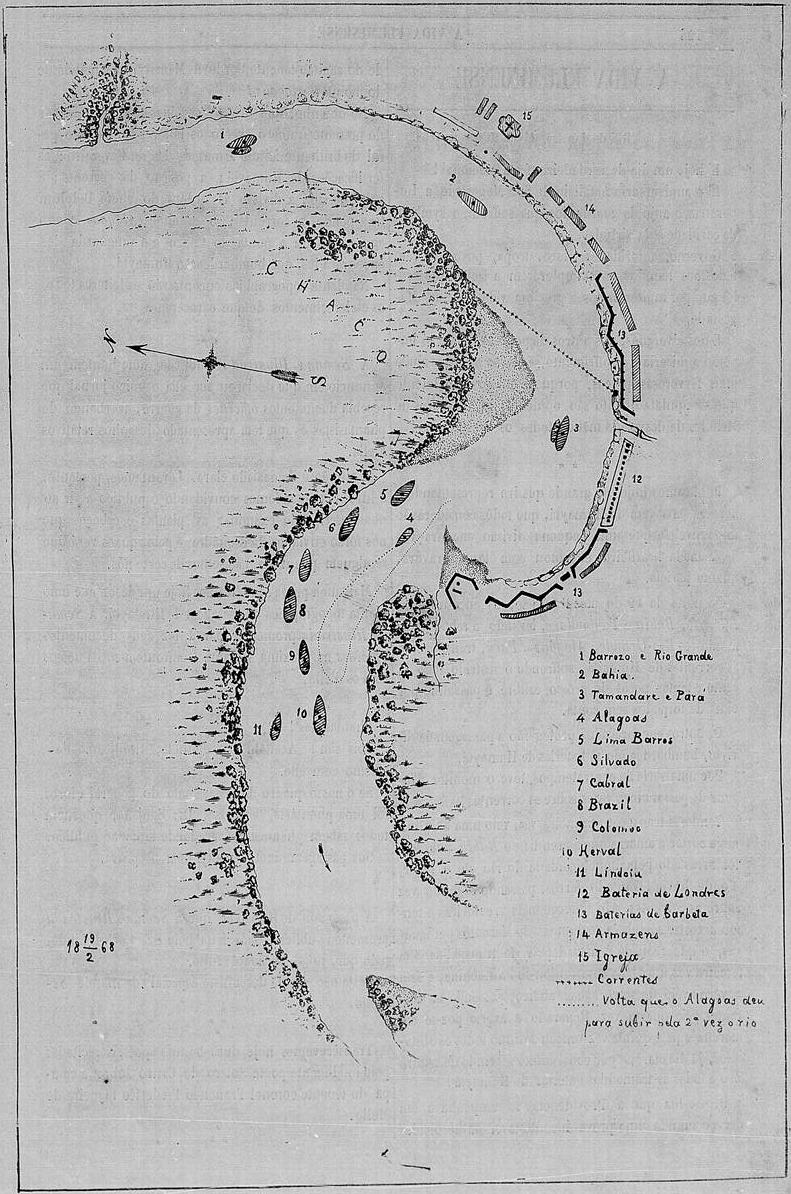
Прорыв бразильского флота мимо Умайты 19 февраля 1868 года. Карта-схема

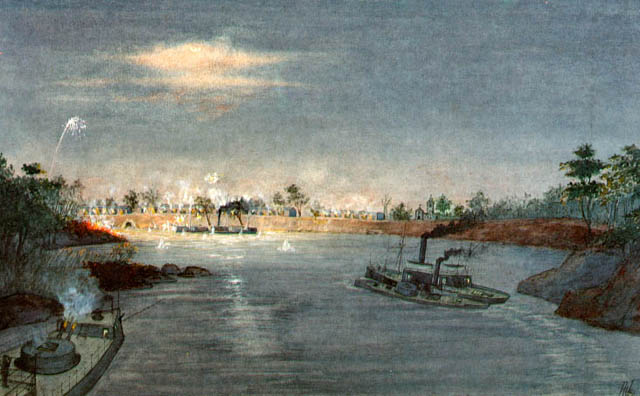
Проход флота мимо Умайты.

Обороняясь на ближних подступах, парагвайцы демонстрировали своё превосходство во внезапных тактических действиях, постоянно атакуя не только отдельные отряды, но и нападая на базы, лагеря и флот союзников. Так 25 декабря при Пасо-Ипои или Пасо-Пои, недалеко от Тебикуари, они внезапно атаковали бразильский авангард и разбили его. 2 марта 1868 года парагвайцы на замаскированных ветками каноэ попытались взять на абордаж броненосцы «Лима Баррос» и «Кабрал», стоявшие выше Умайты у форта Тайи, расположенного на левом берегу реки Парагвай, но были отбиты.
В свою очередь, союзное командование понимало, что без прорыва флота вверх по реке Парагвай и последующего артиллерийского обстрела силами флота и армии крепость Умайта не может быть взята. Поэтому 19 февраля 1868 года в ходе совместной речной и наземной операции отряд из шести бразильских мониторов под перекрестным парагвайским огнем крепости, сумев разорвать цепи, замыкавшие реку, впервые прошёл вверх по реке; одновременно бразильские войска штурмовали расположенный на правом берегу реки, напротив крепости, редут Сьерва и заставили парагвайцев его эвакуировать. 24 февраля 1868 года бразильский речной отряд достиг Асунсьона и подверг его бомбардировке..
Прохождение мимо Умайты броненосной эскадры показало Солано Лопесу, что потеря его крепости ближе, чем он предполагал. Он решил уйти из Курупайти и Умаиты с большей частью своей армии и артиллерии, пока было время. 3 марта его основные силы пересекли реку и перебрались на сторону Чако. В Умайте Лопес оставил полковника Франсиско Мартинеса во главе 3000 человек и 200 пушек. 22 марта был оставлен Курупайти. 23 и 24 марта «Баия», «Риу-Гранди» и «Пара» в первый раз обстреляли Умайту. В последующем бомбардировки проходили почти каждый день. Хотя к концу апреля союзные войска заняли и другой берег Парагвая, заложив там редуты и форты, взять Умайту, защищаемую ослабленным гарнизоном, постоянно проводящим вылазки, им не удавалось. 2 и 8 мая 1868 года бойцы гуарани дважды атаковали бразильский гарнизон форта Ясуи, расположенный в Чако, на правом берегу реки Парагвай, но были отражены. Ночью 9 июля 270 парагвайских солдат на каноэ атаковали два бразильских монитора, «Бароссо» и «Риу-Гранди», стоявших на якоре у Тайи, но были отбиты моряками и огнем с форта на берегу.
16 июля 1868 года союзные войска в количестве 6000 человек под руководством генерала Осорио атаковали Умайту с северо-востока, не подозревая о парагвайской засаде. Наступающих встретили огнём 46 пушек и 2000 солдат под командованием полковника Эрмосо. Потери бразильцев составили 279 погибших, 754 раненых и 100 захваченных в плен; у парагвайцев были убиты 89 и ранены 104. 18 июля аргентинский генерал Ривас приказал атаковать парагвайский редут Кора, но союзные войска попали в засаду, организованную полковником Кабальеро, и бежали. Аргентинские потери составили 90 убитых, 87 раненых и 35 пленных, а бразильцы потеряли 67 погибших, 221 раненый и 2 захвачены в плен. Парагвайские потери составили 120 человек.

## Оставление Умайты
19 июля полковник Мартинес попросил у Лопеса разрешения начать эвакуацию Умайты. Президент приказал продержаться ещё пять дней, после чего началась первая волна эвакуации, когда на каноэ вышли 1200 человек. Остальные ушли 25-го числа, после того, как испортили пушки. Союзники вошли в Умайту десять часов спустя. Союзники захватили сотни артиллерийских орудий, но большинство из них были непригодны для использования. 
Бегущие парагвайцы были обнаружены и окружены бразильцами в Исла-Пои при попытке пересечь Лагуна-Веру. Парагвайцы яростно сопротивлялись и сдались только после похода армейских частей из Тимбо, что произошло 5 августа. Президент Лопес объявил Мартинеса предателем и в отместку приказал убить его жену. Некоторым защитникам, в том числе полковнику Алену, удалось вырваться из окружения и вернуться через джунгли к парагвайским позициям. Однако полковника Алена арестовали за дезертирство.
После взятия Умайты союзники стали планировать операцию по разгрому оставшихся сил Лопеса, укрепившихся в Сан-Фернандо, к северу от реки Тебикуари.

## Галерея

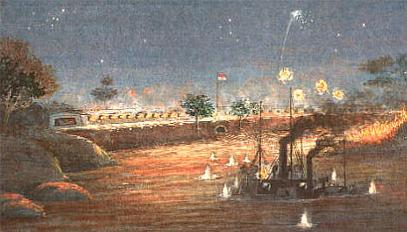
Бразильский флот проходит возле Умайты.
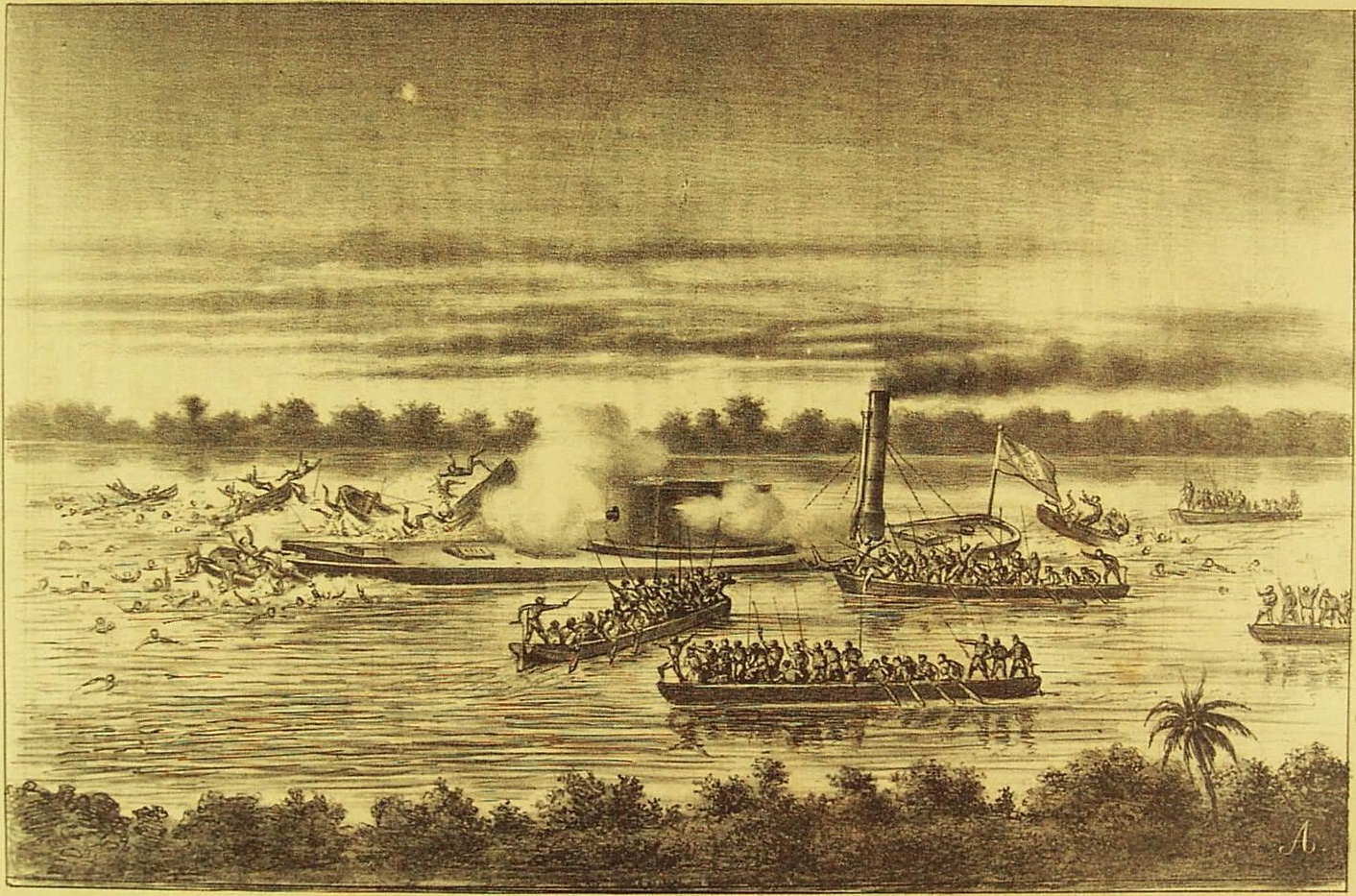
Парагвайцы пытаются захватить монитор "Алагоас".
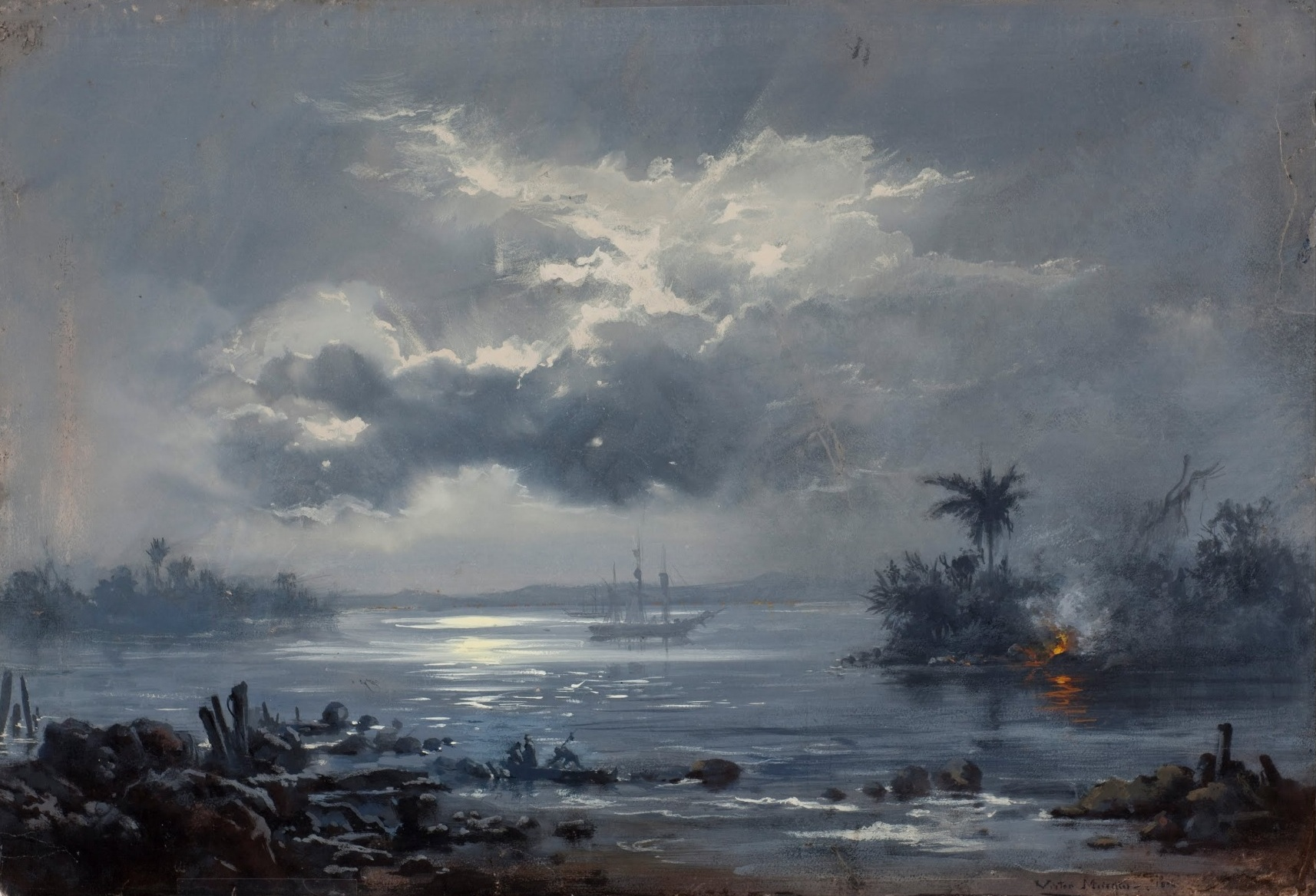
Проход Умайта, Виктор Мейрелеш.
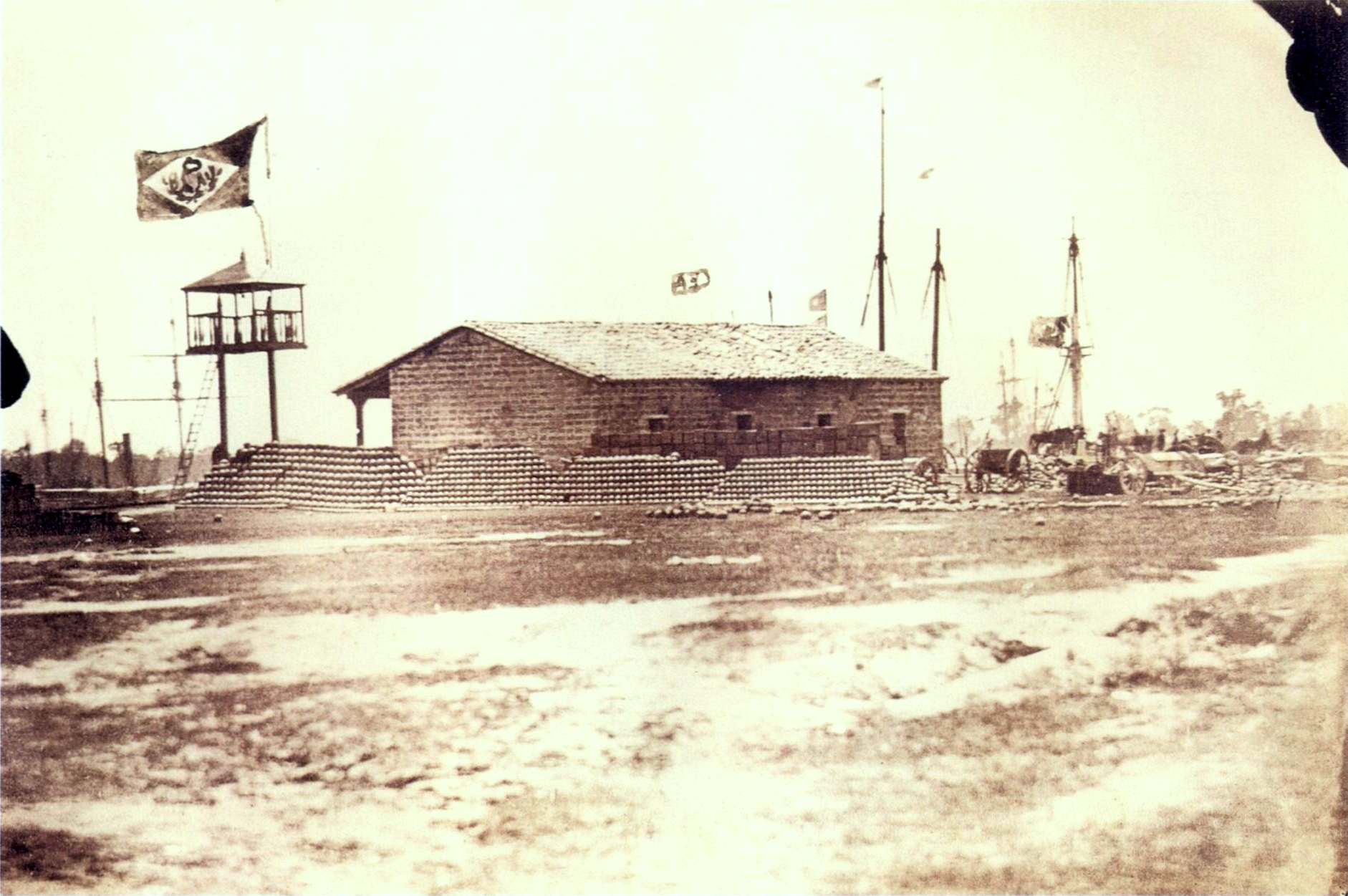
Бразильский флот у причала в Умайте.
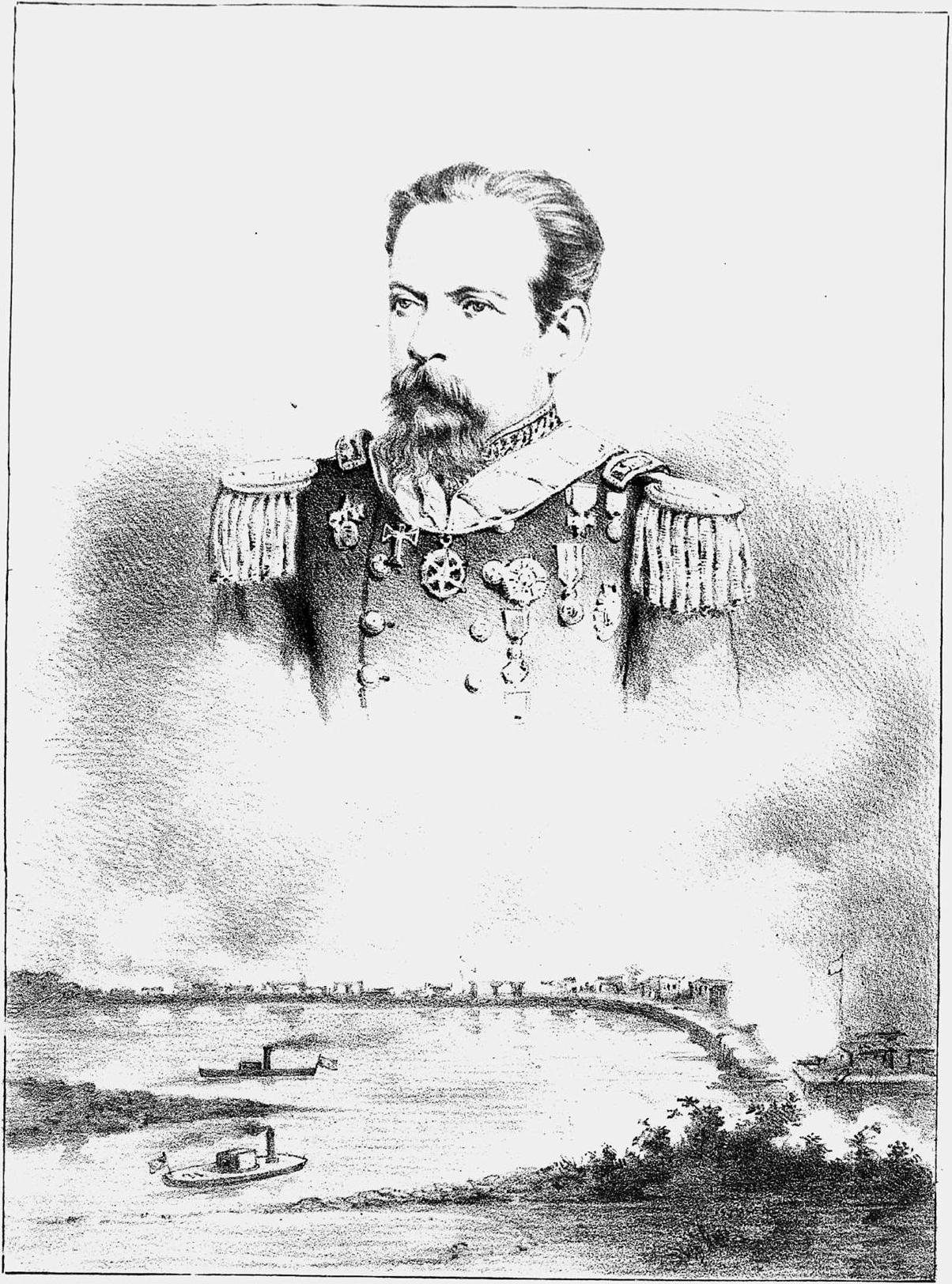
Адмирал Делфим Карлос де Карвалью, барон Пассажем.
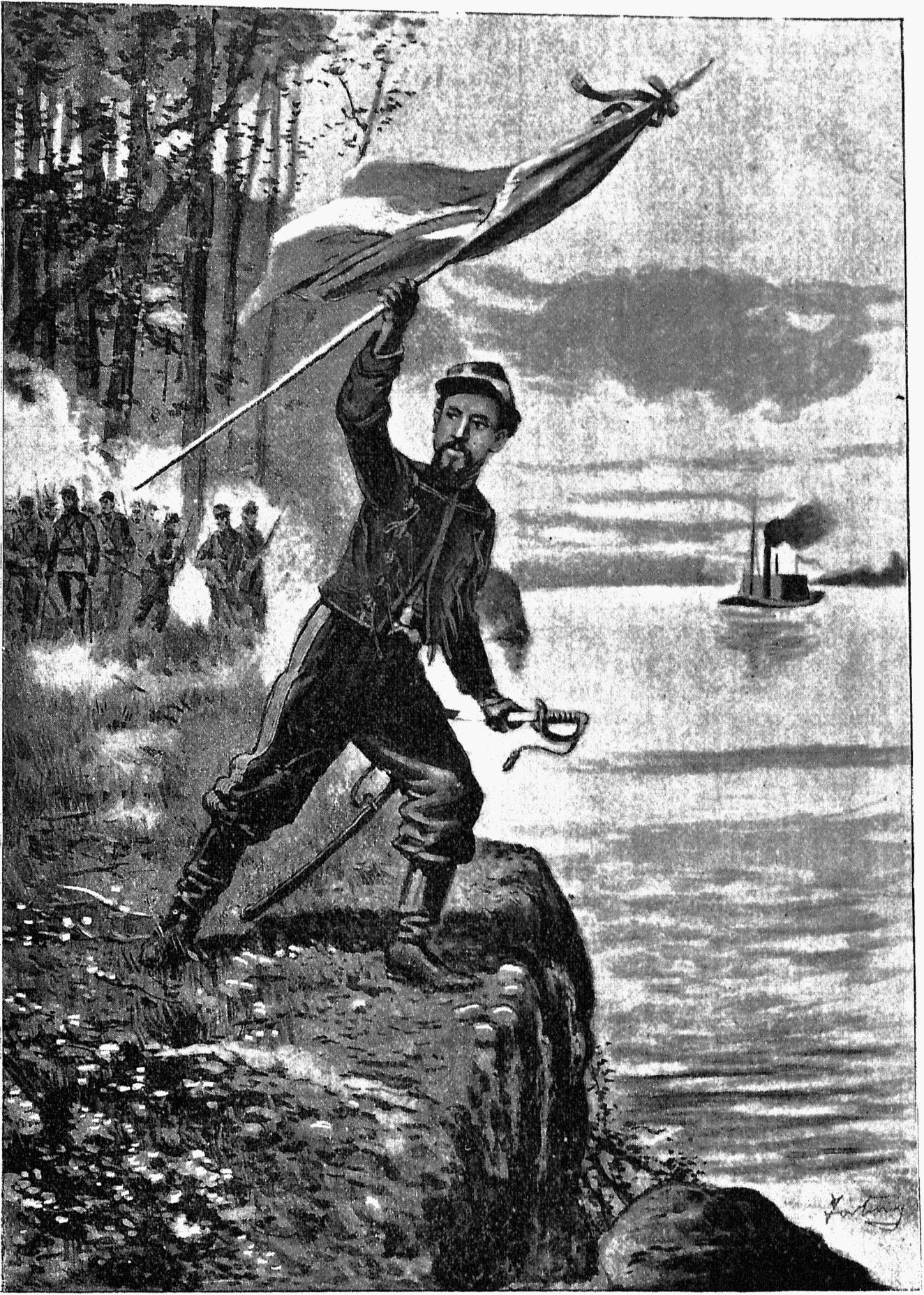
Бой при Акаюасу. Подполковник Гаспар Кампос, командир батальона "Стрелки Риохи", спасает флаг батальона, бросая его в реку.
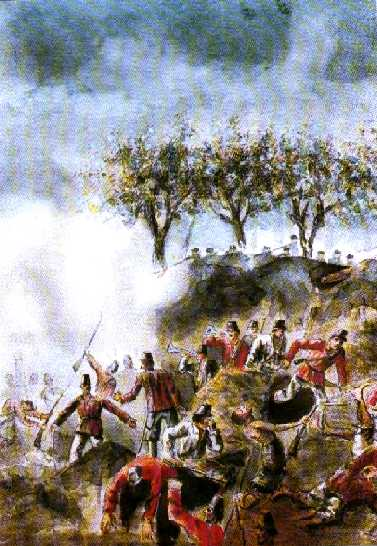
Бой при Акаюасу.